# 老坑
老坑，是臺灣桃園市楊梅區的一個傳統地域名稱，位於該區東南部。相較於今日行政區，其範圍大致包括永寧里東半部、金溪里南端凸出部分的西南半部，以及裕成里、裕新里、中山里三個里與永寧里交界的狹長地帶。
本地區全境屬於縣市管河川社子溪主流上游老坑溪的上游流域範圍。

## 歷史
台灣清治末期至日治初期，老坑地區為一街庄，稱為「老坑庄」，隸屬於竹北二堡。該庄北與二重溪庄為鄰，東與矮坪仔庄、八張犁庄為鄰，南邊為三洽水庄，西邊為汶水坑庄、楊梅壢庄。
1901年（日治明治三十四年）11月，全台廢縣廳改設二十廳，該庄隸屬於桃仔園廳。1903年（明治三十六年），改名桃園廳。1909年（明治四十二年）10月，合併二十廳為十二廳，該庄隸屬不變。1920年（大正九年），廢十二廳改設五州二廳，該庄改制為「老坑」大字，隸屬於新竹州中壢郡楊梅庄。1941年，楊梅庄升格為楊梅街。
戰後楊梅街改制為楊梅鎮，隸屬於新竹縣，大字亦改制為里。1950年桃、竹、苗分治，楊梅鎮改隸屬於桃園縣。2010年8月，楊梅鎮因人口達15萬而改制為楊梅市。2014年12月，桃園縣升格為直轄桃園市，楊梅市改制為楊梅區。

## 聚落
本地區發展較早的聚落有老坑口、老坑尾等，在日治期初期的官方地圖上已有記載。在今日地圖上，老坑指昔日的老坑口，而新的老坑口則在其西北側更接近山谷出口處。

## 交通
國道1號又稱「中山高速公路」，是台灣西部兩條縱向高速公路之一，大致以東北東－西南西走向經過老坑地區北端，境內設置校前路交流道（南下出口與北上入口）銜接五楊高架，南下入口與北上出口則需利用東北側省道台1線交會處的楊梅交流道，由此進入可快速前往台灣西部新竹以南各地。
區道桃67線（老莊路）是楊梅至石崎子的道路，大致以西北－東南走向蜿蜒經過本地區。由該道路向西北可前往楊梅市區並止於省道台1線路口，向東南可前往三洽水、銅鑼圈地區，於車頭經省道台3線後止於石崎子附近的省道台3乙線。

## 運動休閒
- 揚昇高爾夫鄉村俱樂部（大部分）